# Hans Öjmyr
Hans Olof Lindholm Öjmyr, född 24 december 1961 i Stockholm, är en svensk konstvetare och museiman. Han är sedan 2019 landsantikvarie vid Länsmuseet Gävleborg. 

## Biografi
Öjmyr är disputerade i konstvetenskap 2002 vid Stockholms universitet på avhandlingen Kungliga teaterns scenografi under 1800-talet. 
Öjmyr har deltagit i projekt vid The Interactive Institute som handlade om digitalt tillgängliggörande av museer. En av de mer omfattande studierna innebar utvecklingen av digitala guider förklädda till djur och avsedda för barn. Han har tidigare arbetat på Stadsmuseet i Stockholm, först som publik chef och därefter som chef för samlingarna. 1989–2004 tjänstgjorde han som intendent på Nationalmuseum med pedagogiskt arbete som huvudinriktning.  
Öjmyr har forskat i Josabeth Sjöbergs liv och bildvärld. 2016 utkom boken Josabeth Sjöbergs Stockholm på Stockholmia förlag.
Han är gift med Torun Lindholm.